# 学校法人宝塚大学
学校法人宝塚大学（がっこうほうじんたからづかだいがく）は、大阪府大阪市北区に本部を置く学校法人。
兵庫県宝塚市、大阪府大阪市梅田、東京都新宿区にて宝塚大学を運営する。

## 設置校
- 宝塚大学

## 沿革
- 1967年 - 学校法人関西女子学園、関西女子学園短期大学デザイン美術科設置認可、開設（大阪府箕面市）
- 1975年 - 関西女子学園短期大学を関西女子美術短期大学に改称
- 1977年 - 宝塚造形芸術大学設立準備委員会設置
- 1986年 - 宝塚造形芸術大学造形学部美術学科・産業デザイン学科設置認可
- 1987年 - 宝塚造形芸術大学開設
- 1993年 - 宝塚造形芸術大学院造形研究科造形・デザイン専攻修士課程設置認可、開設
- 1994年 - 宝塚造形芸術大学造形学部映像造形学科設置認可
- 1995年 - 宝塚造形芸術大学造形学部映像造形学科開設
- 1996年 - 関西女子美術短期大学を関西芸術短期大学に改称
- 1998年 - 宝塚造形芸術大学造形学部芸術情報学科設置認可
- 1999年 - 宝塚造形芸術大学造形学部芸術情報学科開設
- 2000年 - 宝塚造形芸術大学造形研究科造形・デザイン専攻博士後期課程開設
- 2001年 - 関西芸術短期大学を宝塚造形芸術大学短期大学部に改称
- 2003年
  - - 大阪府大阪市北区に大阪梅田サテライトを開設
  - - 宝塚造形芸術大学短期大学部の学生募集を停止する
  - - 宝塚造形芸術大学大学院デザイン研究科デザイン研究専攻専門職学位課程設置認可
- 2004年
  - - 宝塚造形芸術大学専門職大学院デザイン経営研究科開設
  - - 宝塚造形芸術大学短期大学部の廃止認可を受ける
  - - 宝塚造形芸術大学メディア・コンテンツ学部映像造形学科及びコンテンツ・プロデューサ学科設置認可
- 2005年
  - - 宝塚造形芸術大学メディア・コンテンツ学部映像造形学科及びコンテンツプロデューサ学科増設
  - - 宝塚造形芸術大学造形学部映像文化学科学生募集停止
- 2006年
  - - 東京都新宿区に宝塚造形芸術大学新宿サテライトを開設
  - - 宝塚造形芸術大学大学院造形研究科造形デザイン専攻を造形研究科造形・デザイン専攻、メディア・コンテンツ専攻とする
  - - 宝塚造形芸術大学東京メディア・コンテンツ学部メディア・コンテンツ学科設置認可
- 2007年 - 宝塚造形芸術大学東京メディア・コンテンツ学部メディア・コンテンツ学科開設
- 2008年
  - - 宝塚造形芸術大学メディア・コンテンツ学部コンテンツ・プロデューサ学科を廃止
  - - 宝塚造形芸術大学メディア・コンテンツ学部映像造形学科をメディア・コンテンツ学科に改称
- 2009年 - 宝塚造形芸術大学看護学部看護学科設置認可
- 2010年
  - - 宝塚造形芸術大学を宝塚大学に改称
  - - 宝塚大学看護学部看護学科開設
  - - 宝塚造形芸術大学造形学部美術学科、産業デザイン学科、芸術情報学科及びメディア・コンテンツ学部メディア・コンテンツ学科を造形芸術学部アート・デザイン学科及びメディア・デザイン学科に改組
- 2011年 - 宝塚大学大学院専門職学位課程を廃止
- 2013年 - 宝塚大学造形芸術学部アート・デザイン学科を制作力創造学科に、造形芸術学部メディア・デザイン学科を造形芸術学部想像力創造学科に改称
- 2014年 - 宝塚大学助産学専攻科を開設
- 2021年 - 運営法人名を学校法人関西女子学園から学校法人宝塚大学へ、法人本部を兵庫県宝塚市から大阪府大阪市北区へ変更